# Platylimnobia pseudopumila
Platylimnobia pseudopumila är en tvåvingeart som beskrevs av Wood 1952. Platylimnobia pseudopumila ingår i släktet Platylimnobia och familjen småharkrankar. Inga underarter finns listade i Catalogue of Life.